# Démogorgon (Donjons et Dragons)
Ne doit pas être confondu avec Démogorgon (mythologie).
Dans le jeu de rôle Donjons et Dragons, Démogorgon est un puissant Prince Démon.

## Description dans le jeu
Démogorgon est connu comme le « Prince des Démons », un titre autoproclamé qu'il détient en vertu de son pouvoir et son influence, titre qui à son tour est reconnu par les mortels et par les démons.

## Adaptation en jeux vidéo
Démogorgon apparaît dans l'extension Throne of Bhaal du jeu vidéo Baldur's Gate II: Shadows of Amn, sorti sur PC en 2000 et basé sur les règles du jeu de rôles papier Advanced Dungeons & Dragons, 2e édition. Démogorgon constitue le boss final du donjon optionnel la Tour de Garde : cependant, le protagoniste et son équipe peuvent choisir de simplement renforcer les scellés qui le gardent emprisonné sur le plan matériel plutôt que de l'affronter.

## Accueil
Démogorgon a été classé comme l'un des meilleurs méchants de l'histoire de D&D dans le dernier numéro imprimé du magazine Dragon.

## Reprise dans la série téléviséeStranger Things
La série de science-fiction et fantastique Stranger Things de Netflix, diffusée en ligne à partir de 2016, fait référence au Démogorgon dès sa première saison, en donnant ce nom à la créature d'une autre dimension (The Upside Down / le Monde à l'envers) qui attaque divers habitants d'une petite ville de l'Indiana. Le nom a été choisi en référence au personnage de Donjons et Dragons car Mike, Will, Lucas et Dustin y jouent dans le premier et dans le dernier épisode. Le monstre joue un rôle important dans plusieurs saisons de la série.  